# Чепалова Юлія Анатоліївна
Юлія Анатоліївна Чепалова (23 грудня 1976, Комсомольськ-на-Амурі, Хабаровський край) — російська лижниця, чемпіонка Олімпійських ігор 1998, 2002 та 2006.
Закінчила Хабаровський інститут фізичної культури. Виступає за спортивний клуб «Динамо-Москва». Тренер — Чепалов Анатолій Михайлович (батько). Чепалова має евенкійське коріння.

## Спортивні досягнення
Триразова олімпійська чемпіонка (1998 — на дистанції 30 км вільним стилем, 2002 — в спринті вільним стилем, 2006 — в естафеті 4x5 км), дворазова чемпіонка світу (2001 — в естафеті 4х5 км, 2005 — в дуатлоні), срібний призер Олімпійських ігор 2006 року в гонці на 30 км вільним стилем та срібний призер Олімпійських ігор 2002 року в гонці на 10 км класичним стилем, бронзовий призер Олімпійських ігор 2002 року в гонці на 15 км вільним стилем, володарка Кубка світу 2001.

## Сім'я
Перший чоловік — лижник Дмитро Ляшенко (2000—2006). Зараз одружена з відомим російським лижником Василем Рочевим. Дві дочки — Олеся (р. 2003) і Васелина (р. 2007), син Василь (р. 2012).

## Чепалова та допінг
Вирішила завершити спортивну кар'єру одразу після появи в пресі інформації про застосування нею допінгу (еритропоетину) на січневому Тур-де-Скі, про що повідомив її батько та тренер Анатолій Чепалов 25 серпня 2009.
26 листопада 2009 звернулася з відкритим листом до президента МОК Жака Рогге з жорсткою критикою на адресу WADA — Міжнародного антидопінгового агентства.

«… Прикладів зламаних спортивних кар'єр та фактичної заборони на професію внаслідок безправних дій ВАДА безліч, і імена постраждалих спортсменів всім відомі.
Мій особистий приклад є ілюстрацією поширення впливу ВАДА на національні спортивні федерації. Не перевіривши заяви ВАДА, не бажаючи розібратися в ситуації, Федерація лижних гонок Росії віддала перевагу відректися від мене одразу ж після перших непідтверджених нічим заяв чиновників. Федерація в порушенні регламенту МОК відмовилася представляти мої інтереси перед Міжнародною федерацією лижних гонок.
Шановний пане Рогге, прошу Вас взяти під особистий контроль ситуацію, що склалася навколо діяльності ВАДА і дати мені право захистити моє добре ім'я…».

18 грудня 2009 Юлія Чепалова піддала жорсткій критиці президента Олімпійського комітету Росії Леоніда Тягачева та президента Федерації лижних гонок Росії Володимира Логінова за те, що ті, на її думку, роблять все можливе для того, щоб уникнути необхідності захищати спортсменів, чия вина не доведена:

«… У коментарях наших чиновників від спорту нічого нового я не почула: невиразні слова Тягачева, ще більш відірвані від здорового глузду заяви Логінова спрямовані на одне: не взяти на себе відповідальності за захист спортсмена, чия вина не доведена…». 

## Нагороди та звання
- Заслужений майстер спорту Росії
- Орден Пошани (21 липня 1998 року) — за видатні досягнення в спорті, мужність та героїзм, проявлені на XVIII зимових Олімпійських іграх 1998 року[4]
- Орден «За заслуги перед Вітчизною» IV ступеня (5 травня 2003) —за великий внесок у розвиток фізичної культури та спорту, високі спортивні досягнення на Олімпійських іграх 2002 року в Солт-Лейк-Сіті.[5]